# Cécile Cauterman
Cécile Cauterman geboren als Cecilia Maria Boonans (Gent, 22 maart 1882 – aldaar, 11 maart 1957) was een Belgische kunstschilderes en tekenares.

## Biografie
Ze kreeg een speciale toelating om tekenles naar levend model te volgen aan de Gentse academie, wat toen nog enkel aan mannelijke studenten was voorbehouden. In 1906 trouwde ze met Emile Cauterman, een burgerlijk ingenieur en directeur van de Vak- en Ambachtsschool Sint-Antonius.
Aanvankelijk schilderde ze conventionele stukken: bloemen, stillevens en dergelijke in pastelkleuren, zoals van vrouwelijke schilders werd verwacht; maar rond 1910 sloeg ze een volledig andere richting in. Zoals de etser Jules De Bruycker vond ze haar onderwerpen in het oude Gent. Maar terwijl De Bruycker vooral verbeelde taferelen en figuren maakte, zocht Cauterman arme Gentse lieden op die aan de zelfkant van de maatschappij leefden en liet hen voor haar poseren. Ze richtte haar atelier in het Pand in, het vroegere klooster dat toen een huurkazerne was waar voornamelijk arme, marginale mensen woonden. Daar maakte ze expressieve portretten van bedelaars, blinden, prostituees, kreupelen of zwakzinnigen uit de buurt, in potlood en houtskool. Ze beeldde hen zo objectief mogelijk af, met al hun gebreken, maar zonder die te benadrukken of in het karikaturale te vervallen. Zoals Karel van de Woestijne in de Nieuwe Rotterdamsche Courant van 3 maart 1926 schreef, werd ze de "minutieuze teekenaarster van de meest treffende afzichtelijkheid."
De eerste reacties op deze vaak confronterende werken waren afwijzend maar Cautermans kende een eerste doorbraak op het driejaarlijkse Salon van Gent van 1921 en daarna verspreidde haar reputatie zich buiten Gent. Haar tentoonstelling in het Brusselse Le Cabinet Maldoror (1925/26) was de aanleiding van het artikel waarin Karel van de Woestijne haar aan het Nederlands lezerspubliek voorstelde.
In 1937 nam ze deel aan een grote internationale tentoonstelling van vrouwelijke Europese kunstenaars in het Parijse Musée du Jeu de Paume (andere deelneemsters waren o.m. Charley Toorop, Jacoba Surie, Tamara de Lempicka, Lea Halpern en Julie Mezerová).
De Franstalige Gentse schrijfster Simone Bergmans publiceerde in 1943 Les peintres de la vie profonde: Cécile Cauterman et Rainer Maria Rilke, waarin ze een brug sloeg tussen het oeuvre van Cécile Cauterman en dat van de Duitse dichter Rilke. Cautermans werk lag ook aan de basis van haar novellebundel Le Collier d'épines. 7 dessins de Cécile Cauterman illustrés par 7 nouvelles et quelques autres van Simone Bergmans, uitgegeven in Gent in 1948.
Cécile Cauterman bleef tentoonstellen tot in de jaren 1950. Ze overleed in Gent op 11 maart 1957 en werd begraven op Campo Santo.
Cauterman gaf aan dat ze het werk van de kunstenaars Théophile-Alexandre Steinlen, Honoré Daumier en Käthe Kollwitz bewonderde.